# Scipione Affricano

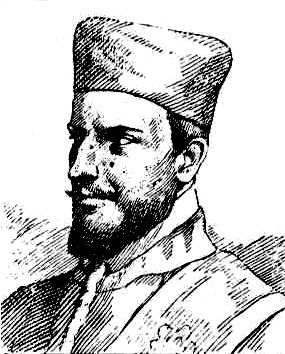
Francesco Cavalli

Scipione Affricano (Afrikanen Scipio) är en italiensk opera (dramma per musica) i prolog och tre akter med musik av Francesco Cavalli och libretto av Nicolò Minato.

## Historia
Efter sin återkomst till Venedig komponerade Cavalli ytterligare tre framgångsrika operor med Minato. Alla var baserade på romersk historia. Under senare hälften av 1600-talet låg venetianarna i krig med turkarna, härav de patriotiska ämnena där Venedig likställdes med det antika Rom. Scipione Affricano innehåller fler arior än Cavallis tidigare verk, dels på grund av Minatos klara distinktion mellan aria och recitativ och dels på grund av tidens mode. Operan hade premiär den 9 februari 1664 på Teatro Santi Giovanni e Paolo.

## Personer
- Asdrubale (tenor)
- Ericlea (sopran)
- Luceio (sopran)
- Polinio (sopran)
- Siface (alt)
- Massanissa (bas)
- Sofonisba (sopran)